# معركة رافي
معركة رافي كانت رابع و آخر محاولة من قبل قوات خانية جغتاي المغول لغزو الهند عن طريق عبور نهر السند و المضي قدما نحو نهر رافي. كانت بقيادة قائد المغول قاباق (كاباك). وهزموا من قبل سلطنة دلهي تحت قيادة علاء الدين الخلجي.جيش دلهي كان بقيادة مالك كافور و غازي مالك. وفي وقت لاحق قوات الدولة الخلجية أطلقت حملة عقابية ضد أراضي المغول التي تسيطر عليها في أفغانستان.

## بعد المعركة
بعد نجاح حملة الدولة الخلجية إعادة تنظيم قواتها العسكرية من خلال تعزيز مختلف القلاع الواقعة على الحدود الشمالية. أسس جيش قوي ثابت أو (Mustaqim) يتكون من 400.000 الفرسان ، مقسمة إلى الفرسان الثقيلة(Murattab) ،والفرسان الغير مدرعة (Duaspa).